# Ночі китайського кварталу
Ночі китайського кварталу (англ. Chinatown Nights) — американський бойовик режисера Вільяма А. Веллмена 1929 року.

## Сюжет
Джоан Фрай закохується в Чака Райлі, Знервованим, лідера могутньої банди в китайському кварталі, і він швидко тягне її вниз за собою. Але, побачивши, як сильно вона закохана змушує його зрозуміти, що він також в неї закоханий, і він вирішує підняти її вгору знову. «Бостон» Чарлі, лідер конкуруючої банди, має інші плани.

## У ролях
- Воллес Бірі — Чак Райлі
- Флоренс Відор — Джоан Фрай
- Ворнер Оланд — «Бостон» Чарлі
- Джек МакХью — тінь
- Джек Оукі — репортер